# 음경등신경
음경등신경(dorsal nerve of penis) 또는 음경배신경은 음부신경의 가장 깊은 갈래로, 궁둥뼈의 가지(ramus)를 따라 속음부동맥과 함께 주행한다. 그 다음 샅막의 위에서 두덩뼈 아래 가지 가장자리를 따라 앞으로 주행한다.

## 위치
샅막을 관통한 이후에는 음경해면체에 가지를 내고 음경등동맥과 함께 음경걸이인대의 층들 사이로 음경의 등쪽면을 주행하며, 귀두에서 끝난다.
음경의 피부에 분포한다.
여성의 음핵등신경과 대응된다.

## 추가 이미지

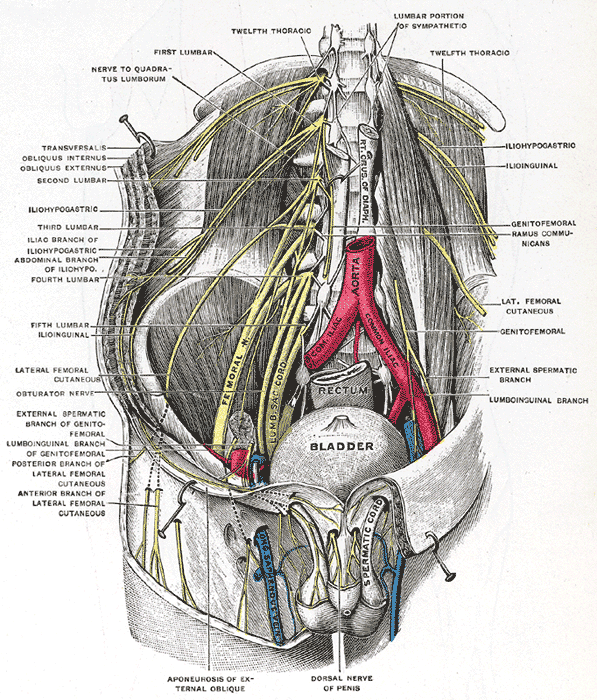
허리신경얼기의 모습.
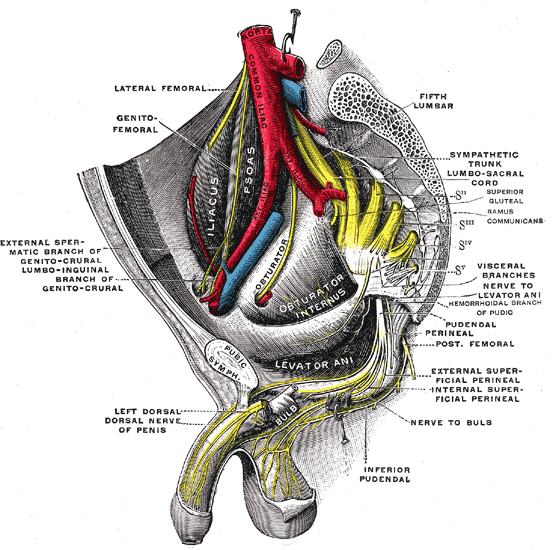
오른쪽 엉치신경얼기. 왼쪽 아래에 음경등신경이 표시됨.

## 같이 보기
- 음핵등신경

## 참고 문헌
이 문서는 현재 퍼블릭 도메인에 속하는 그레이 해부학 제20판(1918) page 968의 내용을 기초로 작성된 글이 포함되어 있습니다.
1. ↑  대한해부학회 의학용어 사전, 옛 대한의협 3 의학용어 사전 https://www.kmle.co.kr/search.php?Search=dorsal+nerve+of+penis&EbookTerminology=YES&DictAll=YES&DictAbbreviationAll=YES&DictDefAll=YES&DictNownuri=YES&DictWordNet=YES